# Zebrabrug
De Zebrabrug is een bouwkundig kunstwerk in Amsterdam en een tijdelijk kunstwerk in Leiden. 

## Geschiedenis
Brug 389 was in eerste instantie een voetbrug aan de andere kant van de stad. Ze lag in de jaren vijftig over de Erasmusgracht naar de James Rossstraat. Dit was een tijdelijke brug en dus kon het brugnummer opnieuw gebruikt worden voor een overspanning van de Kattenburgervaart tussen de eilanden Kattenburg en Wittenburg, de Oostelijke Eilanden aan de oostrand van het centrum van Amsterdam, dicht bij de Dijksgracht. Het is 1978 als de beide walkanten (Kattenburgerkade/Marinierskade enerzijds en Derde Wittenburgerdwarsstraat anderzijds) worden geprepareerd om er een brug neer te leggen. De brug werd geplaatst op een houten onderbouw met een stalen balken als overspanning waarover houten planken. Het ontwerp was afkomstig van Dirk Sterenberg van de Dienst der Publieke Werken, die menig voetbrug in Amsterdam ontwierp. Wanneer de brug uiteindelijk gebouwd werd is niet bekend. Deze brug zag er in 1990 al op instorten uit.
In de jaren tachtig en negentig worden de scheepsbouwterreinen van Kattenburg en Wittenburg grotendeels opgeruimd om plaats te maken voor woonwijken. Tegelijkertijd wordt de gehele infrastructuur aangepast. In het kader van voet- en fietspaden komen er voet- en fietsbruggen met dierennamen (bijvoorbeeld Ezelsbrug) ook weer ontworpen door Sterenberg, maar deze oudere brug bleef liggen tot midden jaren negentig. Er moet dan een nieuwe brug komen, maar de Dienst der Publieke Werken bestaat dan niet meer. Er wordt een particulier architectenbureau ingeschakeld.

## Nieuwe brug
Aan architect Gunnar Daan werd gevraagd een nieuw vaste voetbrug te ontwerpen. Het werd een stalen boogbrug waarvan de overspanningen in boogvorm rusten op het onderste deel van de betonnen landhoofden in de kades. De overspanning voor de verkeersdeelnemers sluit aan op de bovenzijde van die landhoofden. De balusters voor de balustraden en leuningen zijn radiaal geplaatst en zitten vast op beide overspanningen. Vier van die balusters zijn verlengd om de verlichting te verzorgen. Volgens de site van die architect was het oorspronkelijk alleen een voetbrug en zou ze laten toegankelijk zijn gemaakt voor motoren. In 2022 is de brug alleen toegankelijk voor voetgangers, er is wel een oprit, maar deze lijkt voornamelijk gemaakt om rolstoelgangers toegang tot de brug te verschaffen. Er staat ook een verkeersbord die het als voetpad aangeeft. Eventuele fietsers zullen de bochten met hekwerken nog kunnen maken maar andersoortig verkeer komt vast te zitten in de bochten.              

## Tenaamstelling
De brug kreeg net als de Nijlpaardenbrug, Pelikaanbrug, Witte Katbrug een vernoeming naar dieren, in dit geval zebra's; de suggestie kwam van een buurtbewoonster. Gedachte daarachter was tweeërlei. Het werd gezien als analoog aan een zebrapad (veilige oversteek maar dan over water); de andere is het zwart-witcontrast tussen brugdek (zwart) en casco (wit). De beroemde bakstenen Kippebrug tussen Kattenburg en Wittenburg lag er al veel langer, vanaf in 1923, bij het voormalige ronde badhuis.

## Leiden
Leiden kende een Zebrabrug, een loopbrug met zebraprint in een ontwerp van Fons Verheijen, tussen verschillende gebouw van Museum Naturalis. Deze is in 2017 afgebroken in verband met een herinrichting.

## Afbeeldingen

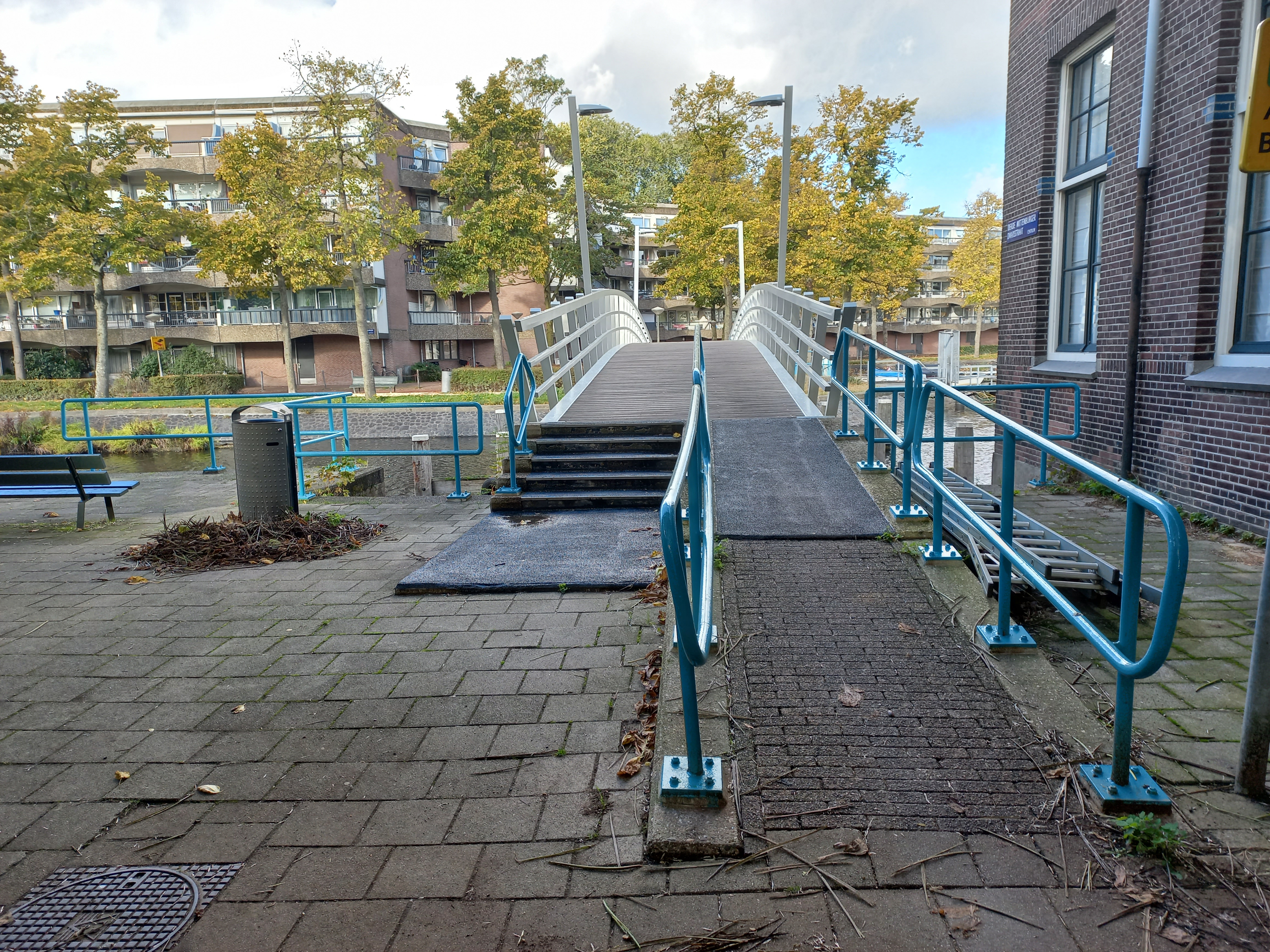
Amsterdam: Brug vanuit de Derde Wittenburgerswarsstraat (oktober 2022)
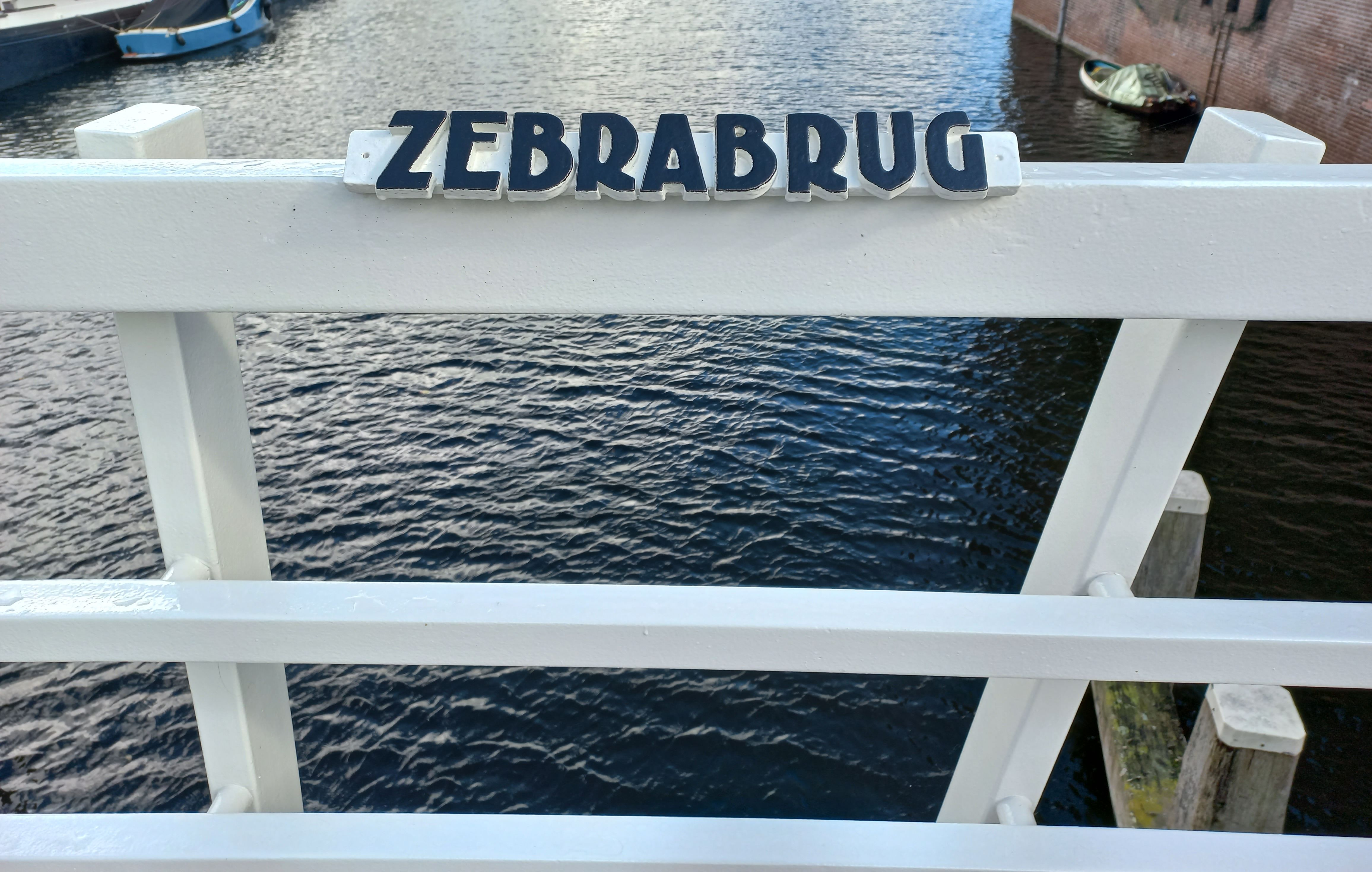
Amsterdam: Naambord (oktober 2022)
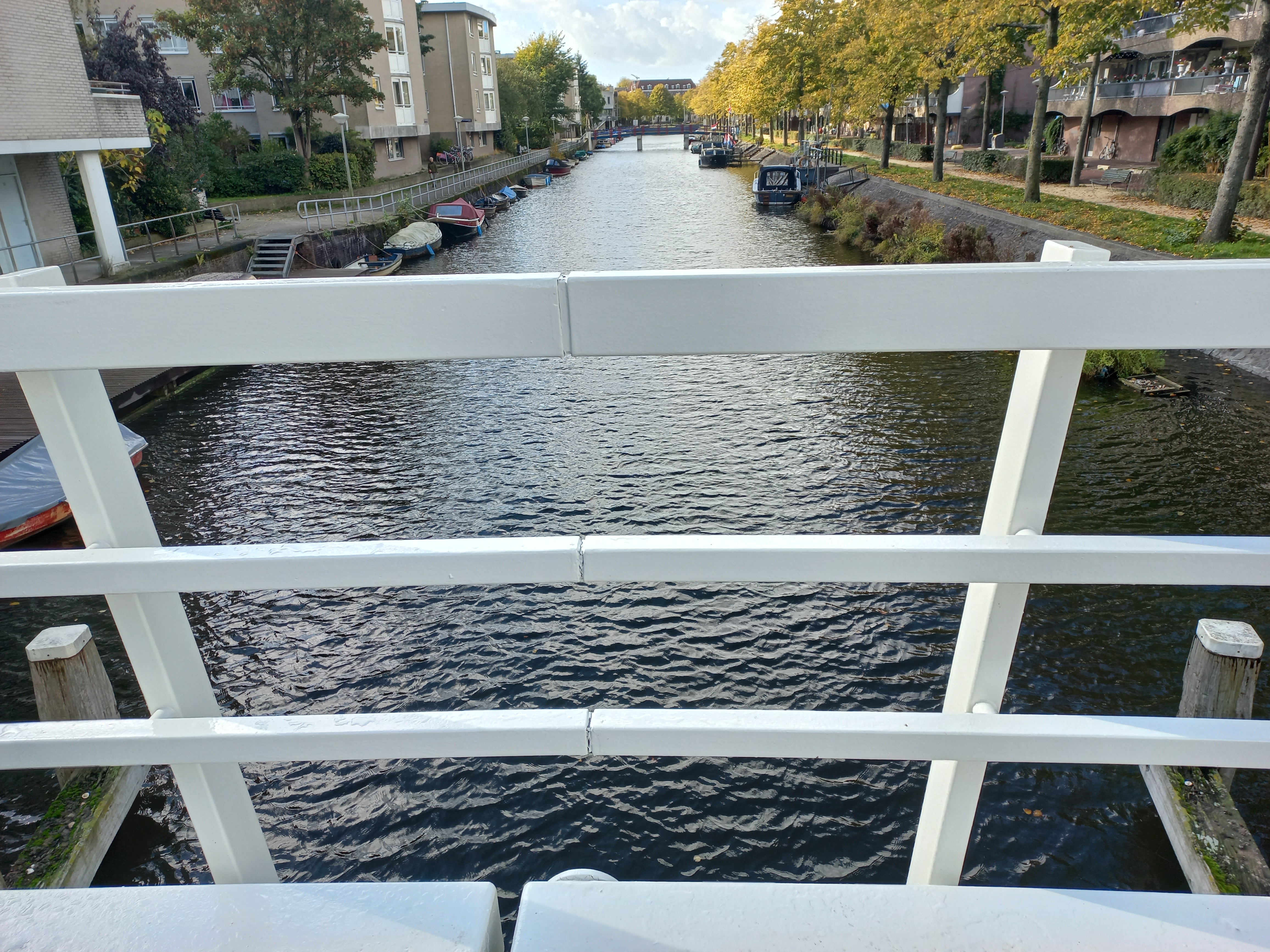
Amsterdam: Uitzicht naar Witte katbrug (oktober 2022)
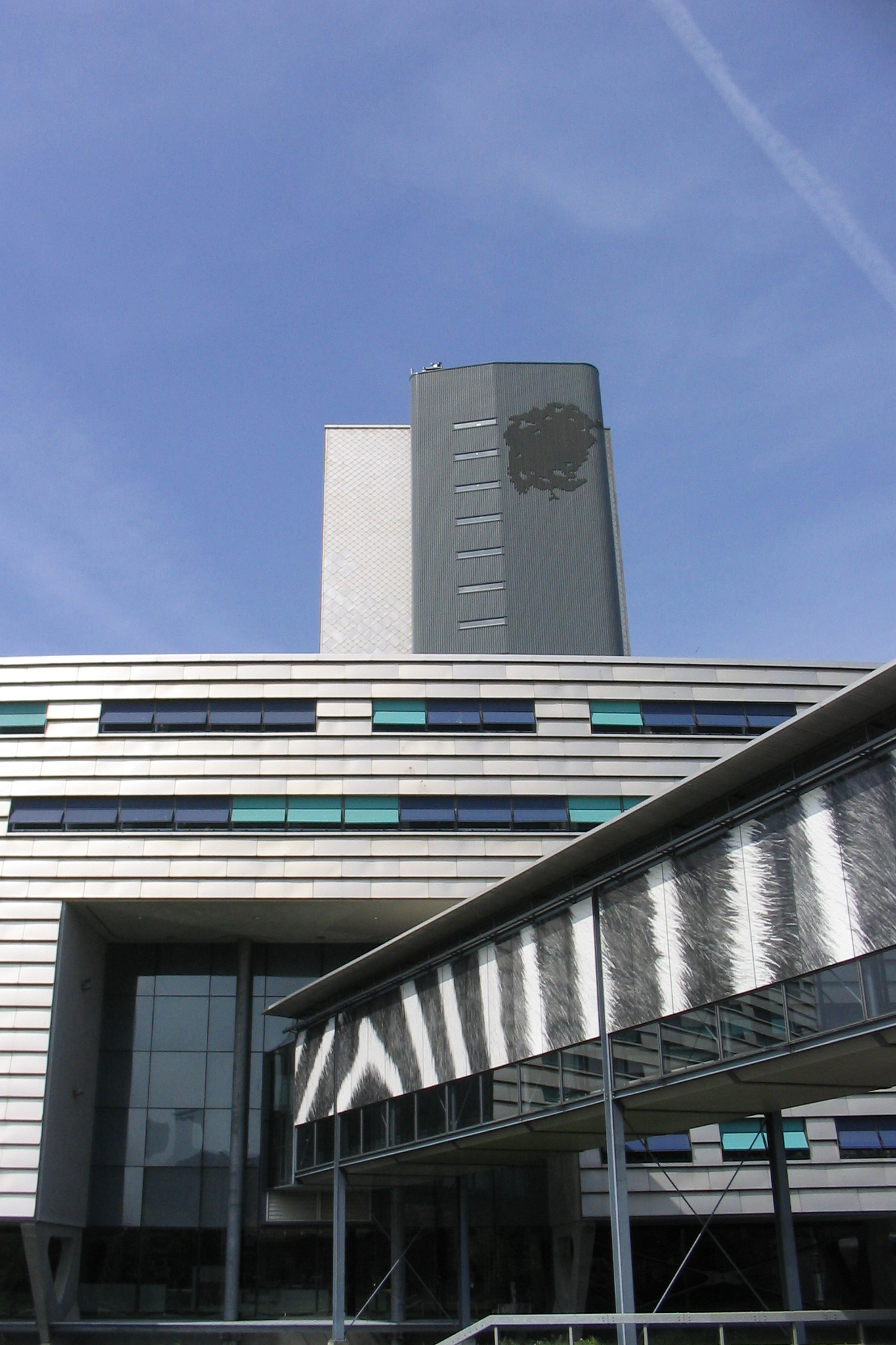
Leiden: Zebrabrug (2015)

<<< · 300 · 301 · 302 · 303 · 304 · 305 · 306 · 307 · 308 · 309 · 310 · 311 · 312 · 313 · 314 · 315 · 316 · 317 · 318 · 320 · 321 · 322 · 323 · 324 · 325 · 327 · 328 · 330 · 331 · 332 · 333 · 334 · 335 · 336 · 337 · 338 · 339 · 340 · 341 · 342 · 343 · 344 · 345 · 346 · 347 · 348 · 349 · 350 · 351 · 352 · 353 · 354 · 355 · 356 · 357 · 358 · 359 · 360 · 361 · 362 · 363 · 364 · 365 · 366 · 367 · 368 · 371 · 372 · 373 · 374 · 375 · 376 · 377 · 378 · 379 · 380 · 381 · 382 · 383 · 385 · 386 · 387 · 388 · 389 · 390 · 391 · 392 · 393 · 394 · 395 · 396 · 397 · 398 · 399 · >>>
Brugnummers 319, 326, 329 (tijdelijke duiker in de Ringspoordijk), 369, 370, 384 zijn niet (meer) vergeven.